# Dno (město)
Dno (rusky Дно) je město v Pskovské oblasti v Ruské federaci. Při sčítání lidu v roce 2010 zde žilo přes devět tisíc obyvatel.

## Poloha a doprava
Dno leží přibližně 110 kilometrů východně od Pskova, správního střediska oblasti, nedaleko od hranice s Novgorodskou oblastí.
Je zde železniční uzel – kříží se zde železniční trať (Jaroslavl–)Rybinsk–Bologoje–Pskov–(Riga/Tallinn) s železniční tratí Petrohrad–Něvel–Vitebsk.

## Dějiny
Už od 15. století byly v oblasti budoucího města vesnice podobného jména. Za datum jeho založení se pokládá ovšem rok až 1897, kdy zde byla založeno osídlení kolem stanice Dno na budované železnici.
Na zdejším nádraží podepsal dne 2. března 1917 svou abdikaci poslední ruský car Mikuláš II. Alexandrovič
Od roku 1925 je Dno městem.
Za druhé světové války bylo Dno 18. července 1941 dobyto jednotkami německé armády. Zpět jej dobyly jednotky Leningradského frontu a 2. Baltského frontu v rámci Leningradsko-novgorodské operace 24. února 1944.